# Artibeus jamaicensis
Pour les articles homonymes, voir Fer de lance.
Espèce
Synonymes
- Dermanura eva Cope, 1889

Statut de conservation UICN

 LC  : Préoccupation mineure
Artibeus jamaicensis ou Fer de lance commun (familièrement rat volant) est une chauve-souris frugivore originaire d’Amérique Centrale et du Sud.

## Caractéristiques
Elle se caractérise par son absence de queue externe et par sa toute petite membrane interfémorale en forme de U. Elle est de couleur gris-brun, un peu plus clair en dessous. Elle est connue pour avoir un nez ressemblant quelque peu à une troisième oreille. Ses oreilles sont plus pointues que celles des autres chauves-souris. Elle mesure en moyenne 9 cm.

## Écologie et comportement

### Alimentation
Artibeus jamaicensis est nocturne. Elle se nourrit de fruits, notamment des figues sauvages, des cecropias, des goyaves, des papayes et des bananes. Quand cette nourriture se fait rare, elle se nourrit de nectar, de pollen, de feuilles et parfois même d’insectes. Durant la nuit elle peut voler sur des distances de 10 à 15 km pour trouver de quoi se nourrir. Quand elle trouve de quoi manger, elle collecte les fruits dans sa gueule et va les consommer sur un perchoir. Elle mord ensuite dans le fruit et le presse contre sa gueule, de façon à en récupérer le jus. Elle recrache ensuite la chair du fruit. Quand les fruits contiennent de grosses graines, elles ne sont pas consommées. Les petites graines sont généralement avalées.
Cette chauve-souris est le mammifère le plus efficace en matière de digestion des aliments. Elle absorbe les nutriments environ 15 minutes après l’ingestion des aliments. De ce fait, les petites graines qui sont avalées n’ont pas le temps d’être digérées et sont expulsées par les fèces. Cela contribue à la dispersion des graines.

### Reproduction
Généralement, la femelle donne naissance à un seul petit, et ce une fois par an, parfois plus à des latitudes supérieures (deux fois au Panama). La saison de reproduction s’étale de février à juillet. L’espérance de vie de la chauve-souris est de 2 à 3 ans.

## Habitat et répartition
Elle vit dans des forêts tropicales caducs broussailleuses, et est connue pour bâtir une sorte de tente avec des plantes de la famille des Araceae et des Palmae. Elle vit également parfois dans des arbres creux, des grottes et le feuillage des forêts.
À partir de la fin des années 1970, des recherches sur ces chauves-souris ont été menées sur l’île Barro Colorado, une réserve naturelle gérée par le Smithsonian Tropical Research Institute (STRI) au Panama. Plus de 10 000 individus de cette espèce ont été capturés, marqués et mesurés dans le cadre du projet BCI mené par la scientifique Élisabeth Kalko.

## Systématique
Le nom valide complet (avec auteur) de ce taxon est Artibeus jamaicensis Leach, 1821.
Artibeus jamaicensis a pour synonyme :
- Dermanura eva Cope, 1889

### Liste des sous-espèces
Selon GBIF (26 janvier 2024) :
- Artibeus jamaicensis subsp. jamaicensis
- Artibeus jamaicensis subsp. parvipes Rehn, 1902
- Artibeus jamaicensis subsp. paulus Davis, 1970
- Artibeus jamaicensis subsp. richardsoni J.A.Allen, 1908
- Artibeus jamaicensis subsp. triomylus Handley, 1966
- Artibeus jamaicensis subsp. yucatanicus J.A.Allen, 1904